# هيلديغارد ليشرت
هيلدغارد مارثا ليشرت (19 مارس 1920 – 14 أبريل 1995) كانت حارسة، أو مايسمى أوفيسغن، في العديد من معسكرات الاعتقال التي تسيطر عليها ألمانيا النازية. أصبحت معروفة بخدمتها في كل من رافنسبروك ومايدانيك وأوشفيتس.

في أكتوبر 1942، في سن ال 22، تم استدعاء ليشرت، وهي ممرضة ألمانية، للعمل في مايدانيك بصفتها أوفيسغن. خلال فترة وجودها في مايدانيك، تم استدعاء ليشرت باعتبارها وحشية للغاية. تم تأديب ليشرت من قبل رؤسائها في قوات الأمن الخاصة ثلاث مرات على الأقل، وإن كان ذلك كله بسبب الهجمات الإدارية. أمضت خمسة أيام في السجن لانتهاكها حظر التجول، وثمانية أيام أخرى في السجن لفقدان مسدسها. في عام 1944، بعد ولادة طفلها الثالث، خدمت ليشرت في معسكر اعتقال أوشفيتز. فرت من المعسكر في ديسمبر 1944 قبل تقدم الجيش الأحمر. هناك تقارير تفيد بأن وظائف الإشراف الأخيرة لها كانت في بولزانو، وهو معسكر اعتقال في شمال إيطاليا، وفي محتشد اعتقال ماوتهاوزن-جوسين في النمسا.
في يوليو 1945، عادت لاشيرت، التي لم يتم اكتشاف جرائمها بعد، إلى برلين وعملت في مستشفى أمريكي حتى أكتوبر، وبعد ذلك عادت إلى النمسا لمواصلة التمريض. في 30 مارس 1946، ألقى ضباط الشرطة النمساوية القبض على ليشرت لأنها عملت سابقًا مع قوات الأمن الخاصة. ونُقلت إلى الحجز البريطاني، ثم سُلمت إلى بولندا في ديسمبر/كانون الأول.
في نوفمبر 1947، ظهر العضو السابق في قوات الأمن الخاصة (SS) في قاعة محكمة في كراكوف، بولندا، إلى جانب 40 من حراس قوات الأمن الخاصة في محاكمة أوشفيتز. جلست لاشير بجانب ثلاث نساء أخريات سابقات في قوات الأمن الخاصة، أليس أورلوفسكي، وتريز براندل، ولويز دانز. بسبب جرائم الحرب التي ارتكبتها في أوشفيتز وبواشوف، حُكم على الحارس السابق وأم لطفلين على قيد الحياة بالسجن لمدة 15 عامًا. تم إطلاق سراح ليشرت من السجن بموجب عفو في 7 ديسمبر 1956. في وقت لاحق، تلقت ليشرت 6000 مارك ألماني من حكومة ألمانيا الغربية كأسير حرب مزعوم. بعد إطلاق سراحها، عملت ليشرت لفترة وجيزة مع CIA وBND، والتي كانت في ذلك الوقت تقابل بشكل روتيني مجرمي الحرب النازيين الذين تم إطلاق سراحهم من السجون في أوروبا الشرقية. انتهى عمل ليشرت مع الوكالتين بعد بضعة أشهر فقط منذ أن سرعان ما اعتبرت عديمة الفائدة.
في أغسطس 1973، ألقي القبض على ليشرت من قبل مسؤولين في ألمانيا الغربية، واستجوبوا عن ماضيها في مادانيك، بسبب محاكمة مادانيك الثالثة القادمة. تم إطلاق سراح ليشرت، ولكن بعد ذلك أعيد اعتقالها كمشتبه به في يونيو 1979 وتم تقديمه للمحاكمة.

ليشرت في محاكمتها عام 1947

كانت الشهادات التي تم الاستماع إليها بشأن السلوك السادي لـ ليشرت واسعة ومفصلة. وشهدت إحدى السجينات السابقة، هنريكا أوستروفسكا، "لقد قلنا دائمًا بلوتيج عنها (كلمة ألمانية معناها "دمويه") حقيقة أنها ضربت حتى ظهر الدم" "وأطلق عليها لقب "بلودي بريجيت"، ( كرووا بريجيدا باللغة البولندية). ووصفها العديد من الشهود الآخرين بأنها "الأسوأ" أو "الأشد قسوة"، و "الوحش"، و "رعب السجناء". من جانبها في عمليات الاختيار لغرفة الغاز، وإطلاق سراح كلبها على النزلاء وإساءة معاملتها بشكل عام، حكمت عليها المحكمة بالسجن 12 عامًا لتواطؤها في قتل 1196 سجينًا في محاكمات مايدانيك. وكان المدعون قد طلبوا حكما بالسجن مدى الحياة. لم يكن على ليشرت أن تقضي هذه الفترة مطلقًا، بما أنه تم سجنها في بولندا والوقت الذي أمضته في الحجز في انتظار المحاكمة دخل في عداد المحكومية. توفيت عام 1995.

## لقراءة أعمق
- G. ألفاريز ، مونيكا. "Guardianas Nazis. El lado femenino del mal "(إسباني). مدريد: Grupo Edaf، 2012.(ردمك 978-84-414-3240-6)